# إصلاح الأمم المتحدة

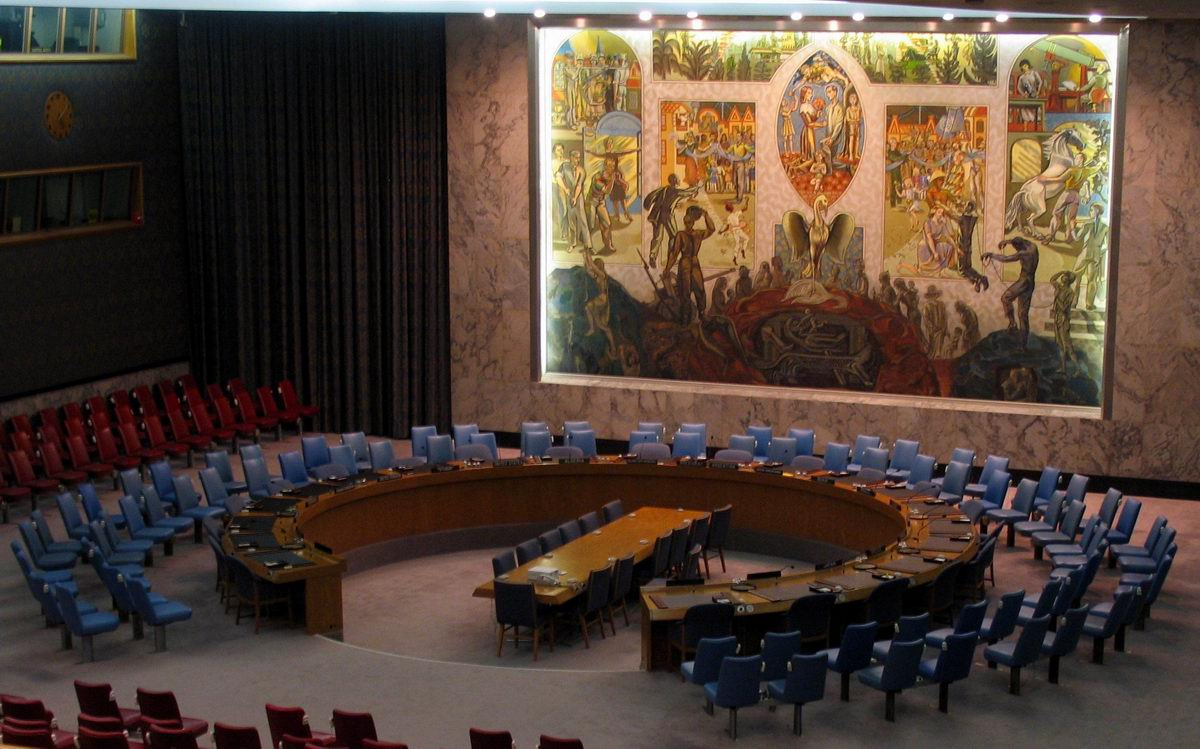
مجلس الأمن في الأمم المتحدة - 2005

إصلاح الأمم المتحدة، (بالإنجليزية: Reform of the United Nations)‏، منذ أواخر التسعينيات، كانت هناك دعوات عديدة لإصلاح الأمم المتحدة. ومع ذلك، هناك القليل من الوضوح أو الإجماع حول ما قد يعنيه الإصلاح في الممارسة العملية.
يستخدم مصطلح "إصلاح الأمم المتحدة"، كل من أولئك الذين يريدون أن تلعب الأمم المتحدة دورًا أكبر في الشؤون العالمية، وأولئك الذين يريدون أن يقتصر دورها على العمل الإنساني، أو يتم تقليصه، للإشارة إلى أفكارهم.
كما يمتد نطاق الآراء من أولئك الذين يريدون القضاء على الأمم المتحدة تمامًا، إلى أولئك الذين يريدون تحويلها إلى حكومة عالمية كاملة.
قدم الأمناء العامون، طرقًا عديدة لتنفيذ هذه الإصلاحات الجديدة. حيث كانت هناك جهود إصلاحية منذ إنشاء الأمم المتحدة، وترتبط ارتباطا وثيقا بكل من الأمناء العامين.
في 1 يونيو 2011، عين الأمين العام للأمم المتحدة، بان كي مون، اتول خار، من الهند، لقيادة الجهود المبذولة لتنفيذ أجندة الإصلاح، التي تهدف إلى تبسيط وتحسين كفاءة المنظمة العالمية.
سيقود خير فريق إدارة التغيير (CMT) في الأمم المتحدة، ويعمل مع كل من الإدارات، والمكاتب داخل الأمانة العامة، ومع الهيئات الأخرى في منظومة الأمم المتحدة، والدول الأعضاء البالغ عددها 193 دولة.
تم تكليف فريق إدارة التغيير (CMT) بتوجيه تنفيذ أجندة الإصلاح في الأمم المتحدة، والتي تبدأ بوضع خطة واسعة النطاق، لتبسيط الأنشطة وزيادة المساءلة، وضمان أن تكون المنظمة أكثر فاعلية وكفاءة في تنفيذ ولاياتها، وبروتوكولاتها العديدة.